# Aeroálcool Tecnologia Ltda

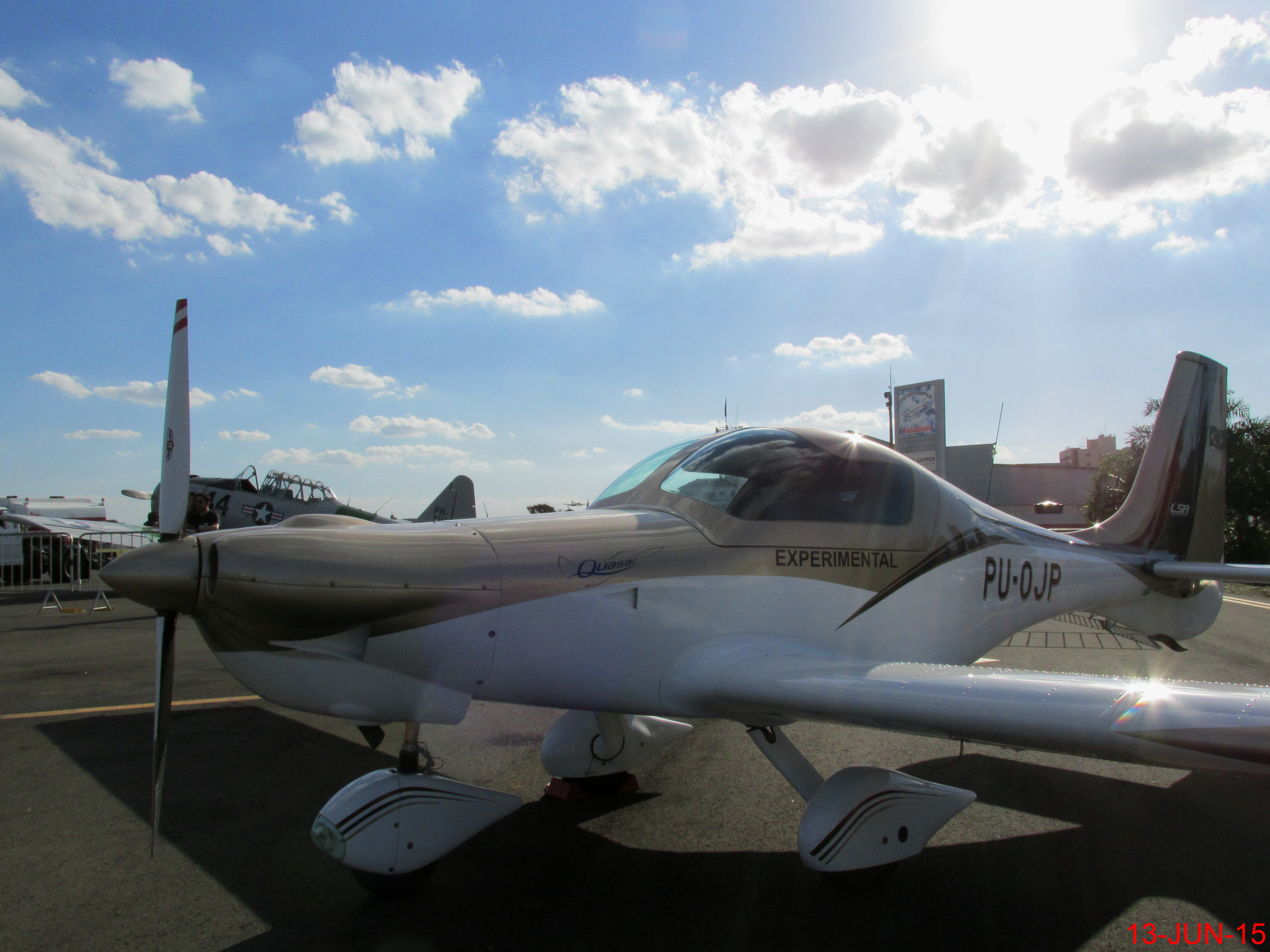
Quasar Lite II, PU-OJP im Bauru-Arealva Airport. Das Versuchsflugzeug war auf der Arraiá Aéreo 2015 zu sehen.

Aeroálcool Tecnologia Ltda. ist ein brasilianisches Unternehmen der Luft- und Raumfahrtindustrie.

## Geschichte
Das Unternehmen wurde 2001 von Omar José Junqueira Pugliesi und dem US-Amerikaner James Waterhouse gegründet, um ursprünglich das Ultraleichtflugzeug Aeroalcool Quasar zu produzieren. Mittlerweile befasst man sich nicht nur mit der Flugzeugproduktion und -entwicklung, sondern auch mit der Technologie um Motoren mit Alkohol (Ethanol) zu betreiben. Weltweit war das Unternehmen das erste, das den Einsatz von Ethanol unter realen Arbeitsbedingungen durchführte und die Genehmigung für den Normalbetrieb erhielt.

## Produkte
Aeroálcool ist umfassend in der Luft- und Raumfahrtindustrie tätig. Man befasst sich mit der Entwicklung und Produktion sowie dem Lizenzbau von Luftfahrzeugen und Bestandteilen. Beratungen in der Entwicklung und im Zulassungsverfahren von Luftfahrzeugen werden angeboten. Zudem werden unbemannte Luftfahrzeuge für zivile und militärische Zwecke entwickelt und gebaut. Luftkanäle zu Unterrichtszwecken werden ebenso wie Teile für Satelliten und Radarantennen produziert.